# Oleh Bazylevych
Oleh Petrovych Bazylevych - em ucraniano, Оле́г Петро́вич Базиле́вич (Kiev, 6 de julho de 1938 - Kiev, 16 de outubro de 2018) foi um futebolista e técnico de futebol ucraniano que atuava como atacante.

## Carreira de jogador
Bazylevych jogou em apenas 3 clubes em sua carreira de jogador: Dínamo de Kiev (onde foi campeão soviético em 1961), Chornomorets Odessa e Shakhtar Donetsk, onde parou de atuar profissionalmente em 1968, com apenas 30 anos de idade. Seu melhor momento foi no Dínamo, pelo qual disputou 161 partidas e fez 63 gols entre 1957 e 1963. Seu parceiro de ataque era  Valeriy Lobanovskiy.

## Trabalhos como técnico
Ao contrário de Lobanovskiy, que também deixara os gramados vestindo a camisa do Shakhtar Donetsk, Bazylevych não seguiu o ex-companheiro de ataque após deixar os gramados e iniciou a carreira de técnico em 1969, no modesto Desna Chernihiv. Teve ainda passagens por Shakhtar Kadiyivka e Avtomobilist Zhytomyr entre 1971 e 1972, quando retomou a parceria com Lobanovskiy no Shakhtar em 1973.
No ano seguinte, a dupla voltou ao Dínamo de Kiev, e em 1975 passou a trabalhar ainda na Seleção Soviética, e Bazylevych assumiu o comando técnico do Exército Vermelho em 1979, após a saída de Nikita Simonyan. A passagem foi rápida, e pouco tempo depois o ex-atacante foi substituído por Konstantin Beskov.
Treinou ainda Dínamo Minsk, Pakhtakor, CSKA Moscou, Zorya Voroshilovhrad, Shakhtar Donetsk, Slavia Sofia, as seleções olímpicas de Bulgária e Kuwait e o Kuwait SC, última equipe de sua carreira de treinador.
Entre 1993 e 1994, foi o técnico da Seleção Ucraniana. A partir de 1998, passou a exercer funções administrativas.

## Morte
Em janeiro de 2017, Bazylevych veio a falecer aos 80 anos de idade, em 16 de outubro de 2018, após vários anos lutando contra o mal de Parkinson.

## Ligações Externas
- Estatísticas de Oleh Bazylevych - Site da Federação Ucraniana de Futebol (em ucraniano)